# Клара Віхман
Клара Гертруд Віхманн, також відома як Клара Меєр-Віхманн (17 серпня 1885 - 15 лютого 1922) — німецько-голландська юристка, письменниця, анархо-синдикалістка, феміністка і атеїстка. 

## Життєпис
Хоч Віхманн народилася в Гамбурзі, частину життя вона провела в Нідерландах. Дочка Артура Віхмана, професора університету мінералогії та геології, та Йогани Терези Генрієти Зейз (1852-1938). Має брата, художника Еріха Віхмана (1890-1929). У 1902 вивчала філософію і твори Георга Гегеля. У 1903—05 вивчала право. 
Студенткою Клара Віхманн брала активну участь у феміністському русі Comité Misdaad en Straf, де також брав участь Хендрік Ебо Касперс. З 1908 була активна в феміністському русі і в 1918 році стала анархісткою.  
У 1917 році познайомилася з Йонасом "Джо" Бенджаміном Меєром (1895–1969), з яким одружилася в 1921 році. Мейєр відмовився служити в Першу світову війну і був ув'язнений. За цей час Віхман написала йому багато листів. Вона з чоловіком були близькими друзями з голландським анархістом Альбертом де Йонгом і Бартом де Лігтом (з яким вона та інші сформували «Bond van Revolutionair Socialistische Intellectuelen» в 1919 році). 

Була активною в анархістських, антимілітаристських і феміністичних рухах, насамперед через свої публікації. Написала багато статей, які надзвичайно критично висвітлювали систему кримінальної юстиції. Вперше Віхманн написала на цю тему в 1912 році в своїй дисертації 'Beschouwingen over de historische grondslagen der tegenwoordige omvorming van het strafbegrip' (Лейден, 1912). При цьому вона виступала за скасування ідеї каральної справедливості як керівного принципу кримінального права. У 1919 році вона створила "Комітет проти існуючих концепцій злочинності і покарання". 21 березня 1920 року Клара Віхманн написала найвідоміше есе "Злочин, покарання і суспільство" В цій лекції вона висунула твердження, що злочинність походить від соціальної несправедливості, і що більшість «злочинів» зникне з рівними соціальними відносинами.

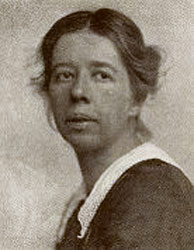
Клара Віхман

Клара Віхманн померла в 36 років, через кілька годин після народження дочки Гетті Клари Пасшер-Меєр (1922–2012). Чоловік продовжував публікувати її роботи і написав скетч про її життя. Хоча за віросповіданням він атеїст, проте був євреєм за походженням і пережив Другу світову війну, сховавшись в Амстердамі. Гетті Клара пережила війну і допомогла приховати єврейську сім'ю в Лейдені під час співпраці з опором. Після війни вона стала лікаркою і до самої смерті продовжувала активно брати участь у публікації та архівуванні роботи матері. Інститут Клари Віхманн (1987–2004) виступав за права жінок. Біографічна книга про Віхман Passie voor vrijheid авторки Еллі Смоленарс була опублікована в Амстердамі в 2005 році.

## Твори
- Vrouw en Maatschappij. Verlag Bijleveld, Utrecht 1936
- Die Grausamkeit der herrschenden Auffassung über Verbrechen und Strafe. Verlag Der freie Arbeiter, 1922